# Theodor Frey (Admiral)
Theodor Frey (* 8. Juli 1869; † 1945) war ein deutscher Konteradmiral der Kaiserlichen Marine.

## Leben
Theodor Frey trat am 13. April 1888 in die Kaiserliche Marine ein. Am 9. April 1889 zum Seekadetten ernannt, war er 1891 auf der Preußen. Am 13. April 1894 zum Leutnant zur See befördert, war er im gleichen Jahr erst auf der König Wilhelm und kam dann als Wachoffizier auf die Condor, welche bei der ostafrikanischen Station stationiert war. Als Korvettenkapitän war er von Mai 1907 bis September 1908 Kommandant des Kleinen Kreuzers Blitz.
Als Kapitän zur See (Beförderung am 25. April 1912) war er von April 1912 bis April 1914 Kommandant des Großen Kreuzers Victoria Louise. Ab August 1914 war er bis Februar 1915 stellvertretender Direktor des Nautischen Departements beim Reichsmarineamt. Er wurde bis August 1915 Kommandant der bereits aus dem Fronteinsatz zurückgezogenen Kaiser Wilhelm der Große. Anschließend wurde er bis Januar 1917 Kommandant der Preußen. Bis Kriegsende war er Chef der Zentralabteilung der Werft in Wilhelmshaven. Am 23. Januar 1919 wurde er aus der Marine entlassen.
Am 30. August 1919 erhielt er den Charakter als Konteradmiral verliehen.